# VESA 바이오스 확장
VESA 확장 BIOS(VESA BIOS Extensions, VBE)는 높은 해상도 및 많은 색상을 표현할 때 호환 비디오 보드에 접근하는 소프트웨어에서 사용 가능한 인터페이스인 VESA 표준이다. 최신 버전은 3이다. 이것은 640*480(4bit) 또는 이 이하의 그래픽을 제공하는 바이오스 기능 호출 int 10h와 반대이다.VBE는 비디오 어댑터를 통해 시스템 시작시 바이오스를 가리키는 인터럽트를 설치 하게 한다. 하지만, 오래된 VBE는 윈도우 95와 리눅스 같은 보호 모드 운영체제에서 성능이 저하되는 실제 모드 인터페이스의 VBE만 제공한다. 이것은 VESA 바이오스 확장은 비디오 드라이버를 사용하는데 거의 사용되지 않았다는 것을 의미한다. 또한, 각각의 비디오 카드 제작사들은 비디오 카드와 통신하기위한 독점 프로토콜을 만들었다.
그럼에도 불구하고, 이 비디오 카드를 위한 많은 기존의 드라이버가 사용하지 않으면 카드와 카드 사이에서 수백의 포트가 필요해서 화면 모드를 초기화하기 위해 리얼 모드 인터럽트를 호출하고 카드 선형 프레임 버퍼에 직접 액세스할 인터럽트로 사용되었다. 새로운 그래픽 카드 대부분은 더 뛰어난 VBE 3.0 표준을 구현한다.

## VESA에 의해 규정된 모드
| 그래픽 모드    | 320x200     | 640x400     | 640x480     | 800x600                | 1024x768    | 1280x1024   |
| -------------- | ----------- | ----------- | ----------- | ---------------------- | ----------- | ----------- |
| 16 색 팔레트   |             |             |             | 258 (0102h), 106 (6Ah) | 260 (0104h) | 262 (0106h) |
| 256 색 팔레트  |             | 256 (0100h) | 257 (0101h) | 259 (0103h)            | 261 (0105h) | 263 (0107h) |
| 15-bit (5:5:5) | 269 (010Dh) |             | 272 (0110h) | 275 (0113h)            | 278 (0116h) | 281 (0119h) |
| 16-bit (5:6:5) | 270 (010Eh) |             | 273 (0111h) | 276 (0114h)            | 279 (0117h) | 282 (011Ah) |
| 24-bit (8:8:8) | 271 (010Fh) |             | 274 (0112h) | 277 (0115h)            | 280 (0118h) | 283 (011Bh) |

| 텍스트 모드 | 열   | 열   |
| 줄          | 80   | 132  |
| ----------- | ---- | ---- |
| 25          |      | 109h |
| 43          |      | 10Ah |
| 50          |      | 10Bh |
| 60          | 108h | 10Ch |

## 참고 자료
- VESA BIOS 확장 1.2
- VESA BIOS 확장 2.0
- VESA BIOS 확장 3.0